# Трёхцветная атлапета
Трёхцветная атлапета (лат. Atlapetes tricolor) — вид воробьиных птиц из семейства Passerellidae. Подвид данного вида A. t. crassus выделили в отдельный вид Atlapetes crassus.

## Описание
Длина тела 16—18 см, вес 29,5—40 г. У взрослых особей боковые стороны головы чёрного цвета.
Информация о рационе питания отсутствует.

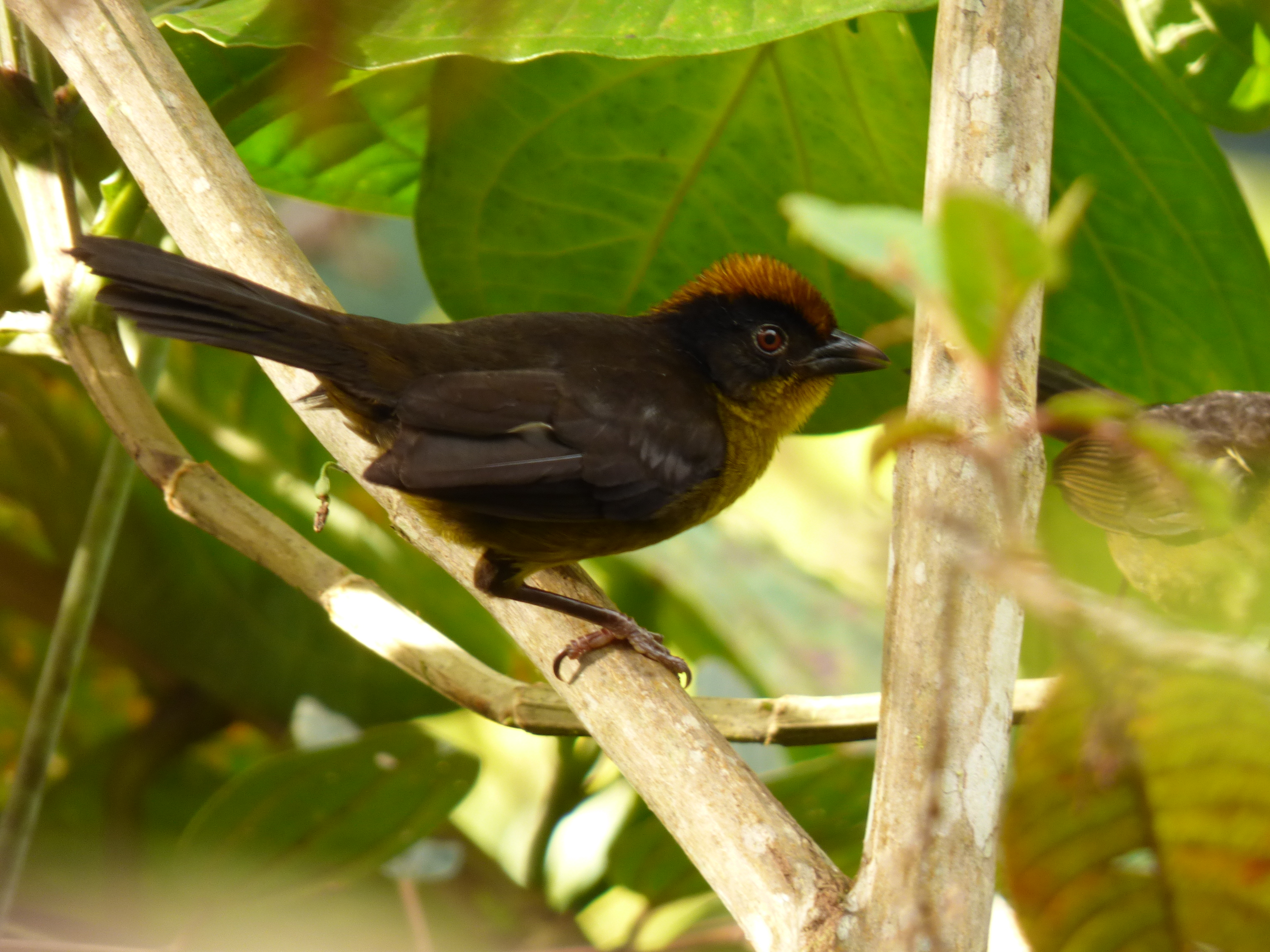

## Распространение
Обитают в Андах в центральной части Перу и Эквадоре. Встречаются и упоминания об обитании этих птиц на территории Колумбии. Естественной средой обитания являются субтропические или тропические влажные горные леса, а также сильно повреждённые бывшие леса.
МСОП присвоил таксону охранный статус «Виды, вызывающие наименьшие опасения» (LC).